# 黑森-菲利普斯塔爾的恩斯特
黑森-菲利普斯塔爾的恩斯特（德語：Ernst von Hessen-Philippsthal，1846年12月20日—1925年12月22日），卡爾二世與符騰堡的瑪麗的長子，黑森-菲利普斯塔爾家族首領。
恩斯特的父親於1866年失去黑森-菲利普斯塔爾實際統治權。1868年卡爾二世去世，恩斯特成為黑森家族菲利普斯塔爾系的首領直至1925年去世。恩斯特終生未婚，死後頭銜由巴赫菲爾德分支的克洛維繼承。